# Slezské zemské dráhy

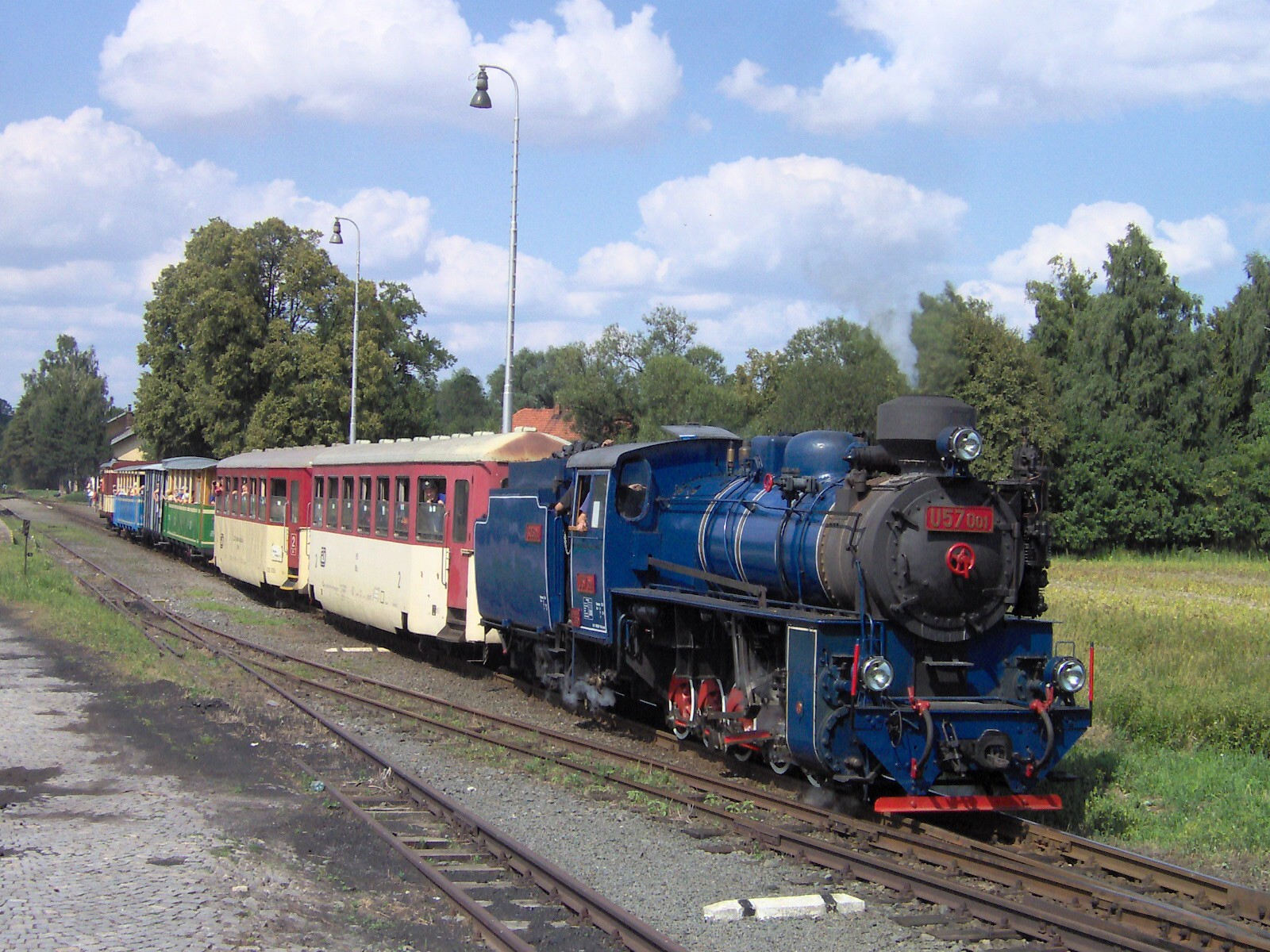
Parní vlak SZD opouští nádraží v Osoblaze

Slezské zemské dráhy, o.p.s. provozuje výletní vlaky na úzkorozchodné trati Správy železnic číslo 298 Třemešná ve Slezsku – Osoblaha.

## Historie
Společnost vznikla v listopadu 2003, až do listopadu 2006 působila pod názvem 1.parní úzkorozchodná společnost, o.p.s.
Na začátku roku 2004 byla dovezena z Rumunska parní lokomotiva U46.002 (Reșița (čti: [Rešica], podle banátského města Rešice) + dva nákladním vozy Ias (přezdívané uhláky) a zavřený nákladní vůz. Veřejnosti byla lokomotiva poprvé představena ještě jako nepojízdná v roce 2004 na oslavách Dne dráhy.
Nákladní vozy Ias poté celé léto 2004 jezdily na prvních speciálních turistických vlacích pod vedením motorové lokomotivy Českých drah řady 705.9. Svůj první vlak poté odvezla "Rešica s uhláky" v listopadu 2004 při Martinských hodech v Bohušově.
Naplno začala lokomotiva jezdit 1. května 2005, kdy zahájila svou první letní sezónu. K soupravě také přibyl Pivní vagón přestavbou ze zmíněného rumunského zavřeného nákladního vozu.
V roce 2006 byla zakoupena druhá lokomotiva, tentokrát dieselová – FAUR TU 38.001, také byl přestavěn jeden nákladní vůz Ias na výletní vůz pro turisty a do soupravy byl zařazen upravený bývalý brzdařský vůz D/ú pro potřeby Pivního vagónu – nyní jako Generátorový vůz. Druhý nákladní vůz byl pro potřeby turistického provozu přestavěn v roce 2007.
Rok 2009 byl pro společnost významný jelikož dorazila na úzkokolejku třetí lokomotiva a to Malý štokr U 57.001. Tu doplnil v roce 2010 i Cyklovagón a v roce 2011 v pořadí již třetí výletní vůz, který je dokonce upraven pro možnost naložení a převozu invalidního vozíku.
Většina výkonů turistických parních vlaků leží na lokomotivě U57.001 a společně se soupravou třech výletních vozů, pivního, cyklo a generátorového vagónu vyráží parní vlak na úzkokolejku každé prázdniny o víkendech, jinak během roku pouze v předem vyhlášených termínech.

## Vozidla
Společnost provozuje:
- lokomotivu Malý štokr U 57.001
- lokomotivu Reșița U 46.002
- lokomotivu FAUR TU 38.001
- pivní vagon
- cyklo vagón
- dva otevřené výletní vozy 3. třídy přestavěné z nákladních vozů řady Ias + jeden výletní otevřený vůz 3. třídy uzpůsobený pro přepravu imobilních cestujících a přestavěný z maďarského nákladního vozu
- bývalý brzdařský vůz řady D/ú, nyní generátorový vůz